# Cerro Horcón de Piedra

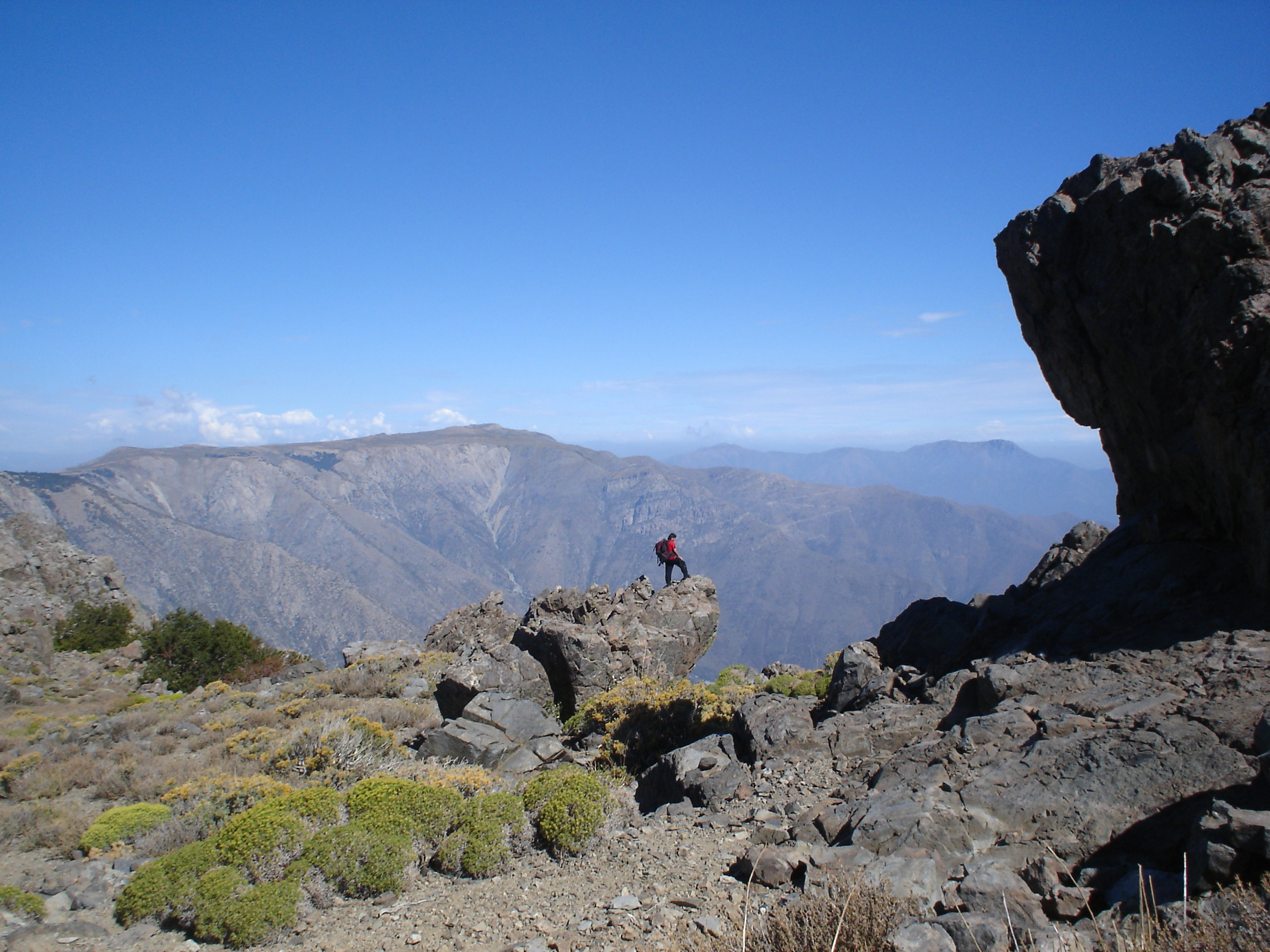
Cima del cerro.

El cerro Horcón de Piedra se ubica a la altura de la Angostura de Paine, al suroeste de la Laguna de Aculeo, en la provincia de Melipilla, Chile.
Es Monumento Nacional en la categoría de Santuario de la Naturaleza, por los decretos N.º 517 de fecha 30 de diciembre de 2009 (en conjunto con Altos de Cantillana y la Roblería Cajón de Lisboa) y N.º 28 del Ministerio del Medio Ambiente de fecha 26 de julio de 2011.

## Ascenso
El ascenso parte desde el camino pedregoso que sigue desde Melipilla hasta llegar cerca de la laguna de Aculeo ahí se encuentra un portón antiguo de madera que es el comienzo de la subida. Hay dos opciones; El cepillo, que no se sube sino que se sigue el camino luego del portón hasta llegar a “las posas” que se encuentran a 3 km aprox. a pie.
La segunda opción viene luego de pasar el portón hacia la izquierda en donde hay que subir apenas se encuentra el sendero principal que va al Horcón. Ahí se encuentra con un monolito y es una señal de que se va en buen camino. 
El ascenso sigue hasta llegar hasta “las canchas” que es el primer tramo de la subida hacia las posas, luego “los cardos”, “la pirca” y “los corrales”, lugar donde están las zonas que se puede acampar y se encuentran entre tres a cuatro “posones” con un hilo de agua dependiendo su caudal de acuerdo a la estación del año en que se suba. Esto es el primer tramo, ya que subir a este gran cerro requiere de una preparación en donde la fatiga de los músculos y la carga de equipaje puede ser un riesgo para quienes lo suben por primera vez. 
El ascenso hacia la cumbre requiere de preparación y descanso. El segundo tramo es más complicado que el primero, porque es más largo y más empinado, lo cual requiere una fuerza mayor tanto mental como física, por tanto se sube y se llega hasta los segundos corrales que se percibe la altura pudiéndose observar la Cordillera de los Andes y Santiago. Retomando el sendero y una subida más en donde el paisaje comienza a cambiar radicalmente con menos flora y más rocas. Al final de sendero está la laguna, que en verano se seca, pero que en invierno se llena de agua y que conjuntamente se encuentra una vasta llanura atiborrada de robles y de lugares para acampar, ahí se encuentra una diminuta vertiente que sirve para llenar las botellas de agua. Luego hay que descender para luego ascender un cerro hasta llegar a la parte final de la cumbre. El terreno es seco polvoriento y con rocas en donde las lagartijas posan sus cuerpos al sol, se pueden observar unas de gran tamaño. 
“Hacer cima” puede ser la parte más complicada, el sendero es más angosto y a veces se tienen que utilizar ambas manos para no complicar el ascenso. Hay una segunda vertiente que sale de un tubo, esta es la última y luego viene la subida que lleva hacia la cima a 2050 m s. n. m. aprox. 
El cerro Horcón de Piedra pertenece al fundo Los Hornos de Aculeo, por lo que es necesaria la autorización de sus dueños para ascenderlo.

## Vista
Mantiene un bosque nativo (destacando especialmente el roble y el peumo) en cuyas laderas y senderos se puede llegar a observar los cerros Cerro MercedarioMercedario, Ramada, Aconcagua, Alto de los Leones, Juncal, Riso Patrón, La Paloma, Cerro Altar, Plomo, Tupungato, Piuquenes, Mesón Alto, Cortaderas, Marmolejo, San José, Castillo, Palomo, Planchón, Azufre, Descabezado Grande, Azul y Longaví.
Desde la cumbre es también posible divisar el mar y la bahía de San Antonio, y por las noches, Santiago de Chile iluminado.